# High-Definition Multimedia Interface

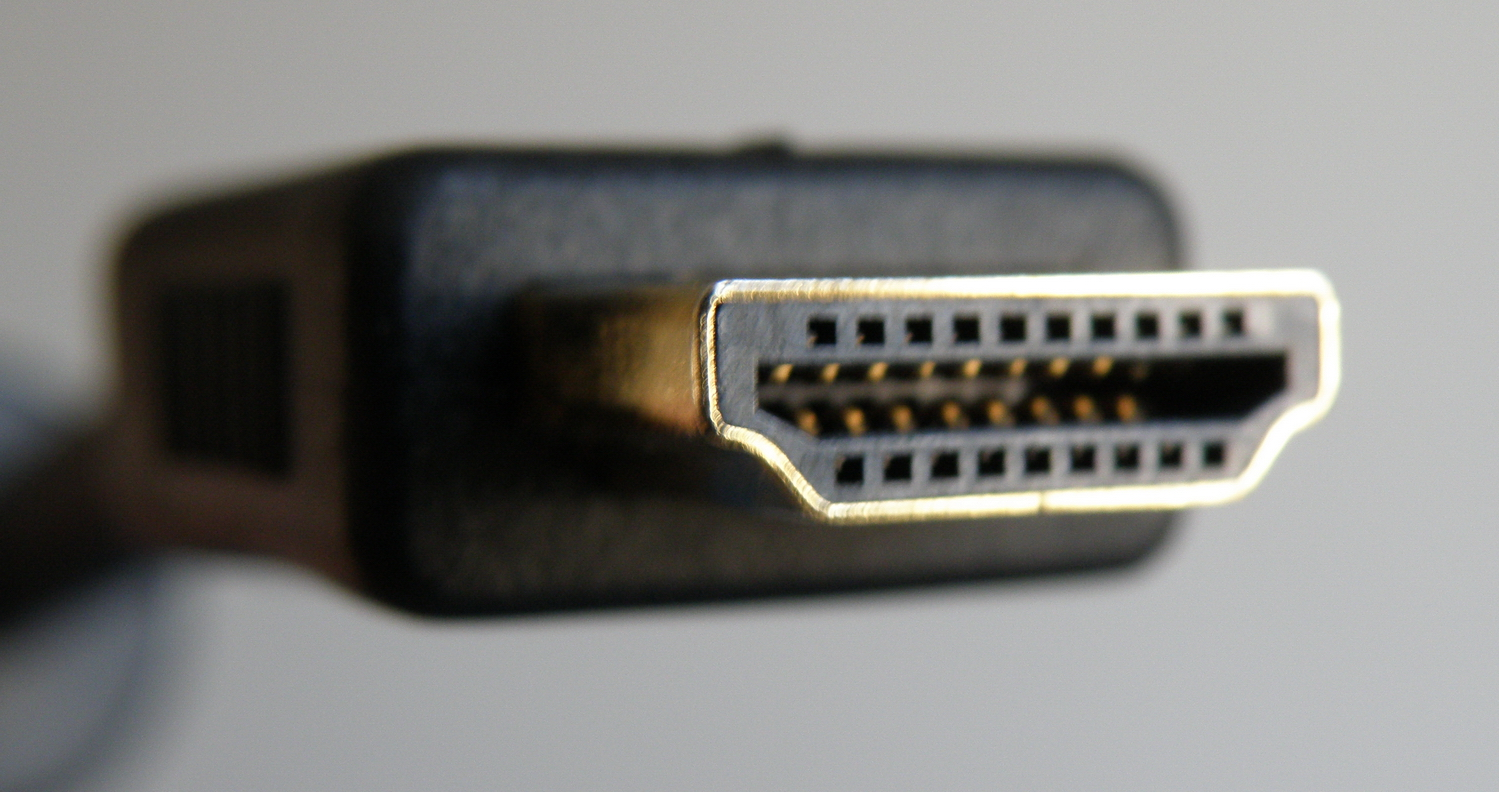
роз'єм HDMI

High Definition Multimedia Interface (МФА: [haɪ ˌdefɪˈnɪʃən ˌmʌltiˈmiːdiə ˈɪntəfeɪs], скорочено HDMI) — інтерфейс та кабель для передачі цифрових відео та аудіо даних, є альтернативою аналогових інтерфейсів. HDMI був створений спеціально для нового стандарту телебачення високої чіткості — HDTV, таким інтерфейсом обладнуються практично всі телевізори з підтримкою HDTV. В цьому стандарті передбачений засіб протидії нелегальному копіюванню (англ. High Bandwidth Digital Copy Protection, HDCP).
HDMI забезпечує цифрове DVI-з'єднання декількох цифрових пристроїв за допомогою відповідних кабелів. Є заміною аналогових стандартів під'єднання, таких як SCART, VGA, YPbPr, RCA. Основна відмінність між HDMI та DVI полягає в тому, що з'єднувач HDMI менший за розміром, а також підтримує передачу багатоканальних цифрових аудіосигналів. HDMI сумісний з DVI, за допомогою спеціального перехідника — HDMI можливо з'єднати з DVI і використовувати для передачі цифрового сигналу. У такому разі, для передачі звуку потрібно використовувати окремий кабель.
Засновниками та розробниками стандарту HDMI є компанії Hitachi, Matsushita Electric Industrial (Panasonic) (Panasonic/National/Technics/Quasar), Philips, Silicon Image, Sony, Thomson (RCA) та Toshiba.

## Специфікації

### Типи з'єднувачів

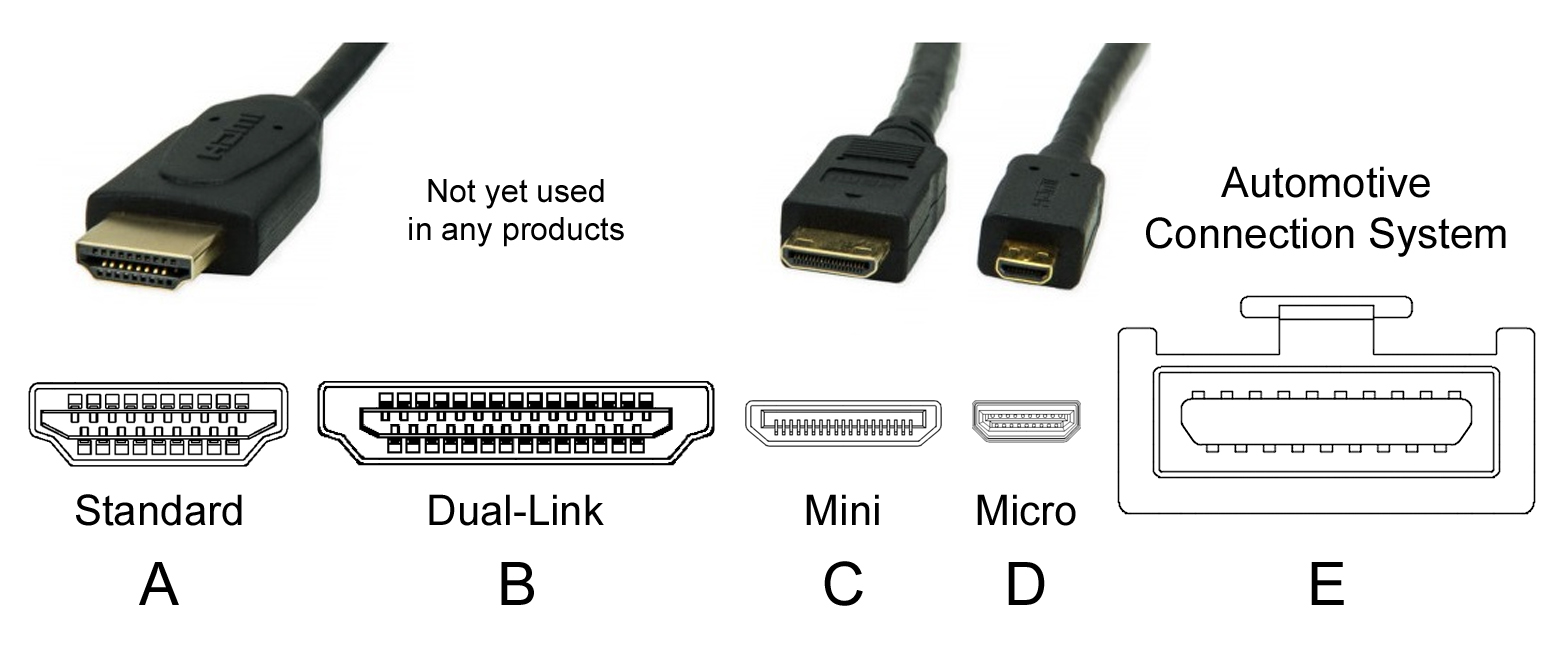
Сімейство HDMI

З'єднувачі HDMI можуть бути таких видів (форм-факторів):
| Літера | Тип       |
| ------ | --------- |
| A:     | Звичайний |
| B:     | Широкий   |
| C:     | Mini      |
| D:     | Micro     |
| E:     | Sys       |

HDMI може бути використаний в таких пристроях: ігрові консолі (наприклад Xbox), нові системні плати, нові дисплеї, деякі планшети, деякі ноутбуки, деякі телевізори та смартелевізори, тощо.

## Технічні можливості
Нижче наведено огляд технічних можливостей, які підтримуються різними версіями стандарту HDMI. Слід зауважити, що не всі можливості стандарту певної версії можуть підтримуватись приладами в яких цю версію реалізовано, оскільки стандартом дозволяється не підтримувати деякі можливості, такі як Deep Color та xvYCC.
| Версія HDMI                                             | 1.0          | 1.1          | 1.2/1.2a     | 1.3/1.3a/1.3b/1.3b1 | 1.4/1.4a/1.4b | 2.0/2.0a     | 2.1          |
| ------------------------------------------------------- | ------------ | ------------ | ------------ | ------------------- | ------------- | ------------ | ------------ |
| Макс. ширина каналу (MHz)                               | 165          | 165          | 165          | 340                 | 340           | 600          | N/A          |
| Макс. ширина TMDS (Gbit/s)                              | 4.95         | 4.95         | 4.95         | 10.2                | 10.2          | 18           | 48           |
| Макс. ширина відео каналу (Gbit/s)                      | 3.96         | 3.96         | 3.96         | 8.16                | 8.16          | 14.4         | 42.6         |
| Макс. ширина аудіо каналу (Mbit/s)                      | N/A          | N/A          | N/A          | N/A                 | 1             | 1            | 37           |
| Макс. розд. здатність на одному з'єднанні при 24 bit/px | 1920×1200p60 | 1920×1200p60 | 1920×1200p60 | 2560×1600p75        | 4096×2160p24  | 4096×2160p60 | 7680×4320p30 |
| RGB                                                     | Так          | Так          | Так          | Так                 | Так           | Так          | Так          |
| YCBCR                                                   | Так          | Так          | Так          | Так                 | Так           | Так          | Так          |
| xvYCC                                                   | Ні           | Ні           | Ні           | Так                 | Так           | Так          | Так          |
| Deep Color                                              | Ні           | Ні           | Ні           | Так                 | Так           | Так          | Так          |
| Макс. глибина кольору (bit/px)                          | 24           | 24           | 24           | 48[A]               | 48            | 48           | 48           |
| Контроль побутової електроніки (англ. CEC)[B]           | Так          | Так          | Так          | Так                 | Так           | Так          | Так          |
| Оновлений список команд CEC [C]                         | Ні           | Ні           | Ні           | Так 1.3a+           | Так           | Так          | Так          |
| Синхронізація відео і аудіо                             | Ні           | Ні           | Ні           | Так                 | Так           | Так          | Так          |
| Підтримка 8 каналів/192 kHz/24-bit аудіо                | Так          | Так          | Так          | Так                 | Так           | Так          | Так          |
| Підтримка DVD-A                                         | Ні           | Так          | Так          | Так                 | Так           | Так          | Так          |
| Підтримка SACD (DSD)[D]                                 | Ні           | Ні           | Так          | Так                 | Так           | Так          | Так          |
| Сумісність з TrueHD                                     | Ні           | Ні           | Ні           | Так                 | Так           | Так          | Так          |
| Сумісніть з DTS-HD                                      | Так          | Ні           | Ні           | Так                 | Так           | Так          | Так          |
| Відео і аудіо BD/HD DVD з повною чіткістю[E]            | Так          | Так          | Так          | Так                 | Так           | Так          | Так          |

A  підтримка режиму 36-біт обов'язкова для приладів CE, підтримка 48-біт не обов'язкова.
B  CEC був в специфікації HDMI починаючи з версії 1.0 але почав використовуватись в продуктах CE з HDMI версії 1.3.
C  Велика кількість правок та доповнень до команд CEC. Одне із доповнень до набору CEC команд, були команди управління гучністю AV-ресивера.
D  Програвання SACD може бути можливим для старіших версій, якщо джерело сигналу (таке як Oppo 970) перетворює в LPCM. Для ресиверів, які мають лише ковертери PCM DAC і не мають DSD це означає, що не буде додаткової втрати чіткості.
E  Навіть ті потоки аудіо які передаються в форматі, не підтримуваному поточним стандартом HDMI, існує можливість декодування потоку на програвачі та передачі аудіо в форматі LPCM.

## Версії

### HDMI 1.0
Випущено 9 грудня 2002.
- Однокабельне з'єднання для передачі аудіо та відео з максимальною пропускною спроможністю 4.9ГБіт/с. Підтримує відео до 165Мпіксель/с (1080p60 Hz або UXGA) та аудіо 8-каналів/192 kHz/24-біт.

### HDMI 1.1
Випущено 20 травня 2004.
- Додано підтримку DVD Аудіо.

### HDMI 1.2
Випущено 8 серпня 2005.
- Додано підтримку One Bit Audio, яке використовується на Super Audio CD, до 8 каналів.
- Доступність HDMI конектора тип A для давачів на персональних комп'ютерах (ПК).
- Можливість використання кольорової моделі RGB для давачів на ПК, зберігаючи, в той же час, можливість використання кольорової моделі YCBCR CE.
- Вимога для дисплеїв з підтримкою HDMI 1.2 та новіше підтримувати давачі з низькою напругою.

### HDMI 1.2a
Випущено 14 грудня 2005.
- Повністю визначено можливості керування побутовою технікою (англ. Consumer Electronic Control, CEC), набори команд, та тестування на сумісність з CEC.

### HDMI 1.3
Випущено 22 червня 2006.
- Підвищено пропускну спроможність одного з'єднання до 340 MHz (10.2 Gbit/s)
- Додано опціональну підтримку Deep Color, з параметрами 30-біт, 36-біт, and 48-біт xvYCC, sRGB, або YCBCR у порівнянні з 24-bit sRGB або YCBCR в попередніх версіях HDMI.
- Включено можливість автоматичної синхронізації аудіо та відео (Audio video sync).
- Додано опціональну підтримку виведення потоків Dolby TrueHD та DTS-HD Master Audio для декодування на зовнішніх AV-ресіверах. TrueHD та DTS-HD є форматами для стиснення аудіо даних без втрат, які використовуються на дисках Blu-ray Disc та HD DVD. Якщо програвач може декодувати ці потоки в нестиснене аудіо, тоді HDMI 1.3 не потрібен, оскільки всі версії HDMI здатні передавати нестиснене аудіо.
- Наявність нового міні-конектора типу C (англ. Type C) для таких приладів як камкодери.

### HDMI 1.3a
Випущено 10 листопада, 2006.
- Модифікації кабелю та з'єднувачів для типу C.
- Рекомендація із від'єднання давача.
- Вилучено часові обмеження на недотримки (англ. undershoot)та максимальне збільшення/зменшення (англ. maximum rise/fall).
- Змінено обмеження на можливості CEC.
- Уточнення діапазонів дискретизації RGB відео.
- Повернено CEC команди для керування таймерами в зміненій формі, додано команди керування аудіо.
- Включено одночасно випущену специфікацію тестів на сумісність.

### HDMI 1.3b
Випущено 26 березня 2007.
- Тестування сумісності з редакціями HDMI. Не має жодного ефекту на можливості або функції HDMI оскільки тестування запроваджено для продуктів, основаних на специфікації HDMI 1.3a.

### HDMI 1.3b1
Випущено 9 листопада 2007.
- Тестування сумісності з HDMI редакцій, які додавали вимоги до тестування для мініконектора HDMI Тип C. Не має жодного ефекту на можливості або функції HDMI оскільки тестування запроваджено для продуктів, основаних на специфікації HDMI 1.3a.

### HDMI 1.4
Випущено 22 травня 2009.
- Підтримка роздільної здатності 4K х 2К (3840×2160 при 24/25/30 Гц та 4096×2160 при 24 Гц).
- Можливість створення Fast Ethernet — з'єднань (100 Мбіт/с) (HDMI Ethernet Channel, HEC).
- Технологія реверсивного звукового каналу (ARC).
- Новий з'єднувач для мініатюрних пристроїв (а в відеокартах для стаціонарних комп'ютерів задля зниження вартості)— miniHDMI.
- Підтримка 3D-зображення.
- HDMI 1.4a: Випущено 4 березня 2010. Покращено підтримку 3D-зображень.
- HDMI 1.4b: Випущено 11 жовтня 2011. Додано підтримку 3D 1080p відео при 120 Гц (по 60 Гц на око).

### HDMI 2.0
Випущено 4 вересня 2013. Деякі виробники позначили товари з підтримкою стандарту HDMI 2.0 як HDMI UHD.
HDMI 2.0 збільшено максимальну пропускну здатність до 18,0 Гбіт/c. HDMI 2.0 використовує кодування 8b/10b для передачі відео (як і в попередніх версіях) тим самим максимальна швидкість сягає 14,4 Гбіт/с. Завдяки цьому можливе відтворення відео формату 4K глибиною кольору 24 біт/піксель з частотою кадрів 60 Гц. Серед інших нововведень HDMI 2.0 став кольоровий простір Rec. 2020, підтримка до 32 каналів звуку з дискретизацією до 1536 КГц, подвійні потоки відео для різних глядачів на одному екрані, до 4 потоків звуку, колірну субдискретизацію 4:2:0, 3D відео з частотою 25 кадри на секунду, підтримку співвідношення ширини й висоти кадру 21:9, динамічну синхронізацію потоків аудіо та відео, стандартів аудіо HE-AAC та DRA, поліпшену роботу з 3D відео, додаткові функції CEC.
- HDMI 2.0a: випущено 8 квітня 2015 року. Додана підтримка HDR відео зі статичними метаданими[9].
- HDMI 2.0b: випущено в березні 2016 року[10]. HDMI 2.0b спочатку мав тільки підтримку стандарту HDR10 як і у версії HDMI 2.0a, як визначено у специфікації CTA-861.3[8]. В грудні 2016 року специфікація CTA-861-G додала підтримку технології HDR Video transport, завдяки чому була додана підтримка Hybrid Log-Gamma (HLG)[8][11][12].

### HDMI 2.1
Офіційно представлений 4 січня 2017 року. а текст оприлюднений 28 листопада 2017 року. Ця версія додає підтримку режимів з більшою роздільною здатністю та вищою частотою кадрів, в тому числі UHD 120 Гц та 8K 120 Гц. HDMI 2.1 також визначає нову категорію кабелів HDMI 48G які мають гарантувати здатність надійно передавати дані з іще більшою швидкістю. Кабелі 48G HDMI зворотньо-сумісні зі старішими пристроями, а старі кабелі сумісні з новими пристроями, в яких реалізовано HDMI 2.1, проте передача даних на швидкості 48 Гб/с буде неможливою без нових кабелів. Крім того, HDMI 2.1 матиме:
- Підтримка роздільною здатності 10K з частотою кадрів 120 Гц.
- Dynamic HDR дозволить передавати метадані HDR для окремих сцен або навіть для кожного кадру.
- Використаний алгоритм стиснення Display Stream Compression (DSC) 1.2 для відео роздільною здатністю більше 8K в режимі колірної субдискретизації 4:2:0.
- High Frame Rate (HFR) для UHD, 8K, та 10K, завдяки чому буде підтримуватись частота кадрів до 120 Гц.
- Поліпшений формат Audio Return Channel (eARC) для об'єктно-орієнтованих аудіо-кодеків, таких як Dolby Atmos та DTS:X.
- Нові функції для підвищення частоти кадрів:
  - Variable Refresh Rate (VRR) скорочує або навіть повністю усуває запізнення, торохтіння, або розрив кадрів для більш плавного руху у відео-іграх.
  - Quick Media Switching (QMS) для фільмів: прибирає затримку перед початком відтворення відео, протягом якої користувач міг бачити порожній екран.
  - Quick Frame Transport (QFT) зменшує затримки.
- Auto Low Latency Mode (ALLM) автоматично налаштовує параметри затримки для її мінімізації.

Всі нові функції HDMI 2.1: Dynamic HDR, VRR, QMS, QFT, ALLM та eARC можуть працювати зі старими кабелями. Для відтворення відео у форматах з швидшою передачею даних за UHD 60 Гц 8 бнк (біт на колір), наприклад UHD 60 Гц 10 бнк (HDR), UHD 120 Гц, та 8K 60 Гц, необхідні нові кабелі «48G» або «48G with Ethernet».
Збільшення максимальної швидкості передачі даних досягнуто як завдяки збільшенню бітрейту каналів передачі даних, так і додаванням нових каналів передачі даних. В попередніх версіях HDMI визначено три канали передачі даних (що працюють на частоті 6 ГГц або 6 Гб/с в HDMI 2.0), та додатковий канал для сигналу таймера TMDS, який працює з вдесятеро меншою частотою (600 МГц у HDMI 2.0). HDMI 2.1 подвоює робочу частоту каналів передачі даних до 12 ГГц (12 Гб/с). Була змінена структура протоколу, тепер він оснований на передачі пакетів з вбудованим сигналом таймера. Завдяки чому канал TMDS може служити каналом передачі даних. Внаслідок чого робоча частота цього каналу була збільшена з 600 МГц до 12 ГГц. В купі ці зміни підвищили сукупну швидкість передачі даних у 2.66 рази з 18,0 Гб/с (3×6,0 Гб/с) до 48,0 Гб/с (4×12,0 Гб/с).
Крім того, дані закодовано за схемою 16b/18b на відміну від 8b/10b у попередніх версіях стандарту. Завдяки цьому стало можливим використати більшу частину пропускної здатності каналу для передачі даних (88.8 % замість 80 %). Це, разом із збільшенням пропускної здатності каналів у 2,66 рази, збільшує швидкість передачі даних з 14.4 Гб/с до 42.66 Гб/с, тобто майже у 2,96 рази.
Визначеної стандартом HDMI 2.1 передачі даних зі швидкістю 48 Гб/с достатньо для відтворення відео роздільною здатністю 8K з частотою кадру 50 Гц, та кольоровою схемою RGB 8 бнк або YCBCR 4:4:4. Аби відтворювати більші формати, стандарт HDMI 2.1 пропонує алгоритм стиснення даних Display Stream Compression з коефіцієнтом стиснення до 3:1. Використання DSC робить можливим відтворення відео у форматах до 8K (7680 × 4320) 120 Гц або 10K (10240 × 4320) 100 Hz з глибиною кольору 8 бнк RGB/4:4:4. Використання YCBCR з хроматичною пробою 4:2:2 або 4:2:0 разом з DSC може дозволити відтворення навіть більших форматів.